# Beruniy
Beruniy (karakalpak Biruniy; in cirillico Беруний/Бируний; in russo Беруни) è una città di circa 66.000 abitanti, capoluogo del distretto di Beruniy nella repubblica autonoma del Karakalpakstan, in Uzbekistan. La città, che fino al 1958 si chiamava Šabbaz (Шаббаз), ha assunto l'attuale nome in onore del famoso matematico astronomo Al-Biruni che era nato a Kat. Beruniy si trova sulla riva destra dell'Amu Darya, circa 20 km a nord-est di Urgench.